# Слобода (Логойський район, Плещеницька селищна рада)
Слобода — (біл. вёска Слабада), село (веска) в складі Логойського району розташоване в Мінській області Білорусі, підпорядковане Плещеницькій сільській раді.
Село Слобода розташоване в центральних районах Білорусі, в північній частині Мінської області - орієнтовне розташування.